# Joe Hart
Charles Joseph John 'Joe' Hart (Shrewsbury, 19 april 1987) is een Engelse voormalig doelman in het betaald voetbal. Hart debuteerde in juni 2008 in het Engels voetbalelftal, tegen Trinidad en Tobago.

## Clubcarrière
Joe Hart belandde in 2006 bij het nog niet kapitaalkrachtige Manchester City en werd er doublure van de toenmalige Zweedse nationale doelman Andreas Isaksson. Toen hij arriveerde was Manchester City een stabiele middenmoter op het hoogste niveau en de club werd getraind door Nottingham Forest-legende Stuart Pearce. In augustus 2006 werd Andreas Isaksson door Pearce naar Manchester gehaald als vervanger van de naar Portsmouth vertrokken Engelse nationale goalie David James, maar Pearce moest nog op zoek naar een reservedoelman. Pearce betaalde een som van £600.000, - aan Shrewsbury Town voor Hart, die dienst zou gaan doen als derde doelman.
In zijn eerste seizoen maakte Hart al meteen zijn debuut in de Premier League onder Stuart Pearce, vanwege blessures bij Andreas Isaksson en Nicky Weaver. Op 15 oktober 2006 startte hij tegen het Sheffield United van Neil Warnock en debuteerde met een clean sheet. Hart verdreef Isaksson vanaf het seizoen 2007/2008 naar het achterplan en was eerste keus tussen de palen tot de komst van coach Pep Guardiola in de zomer van 2016, afgezien van een uitleenbeurt aan toenmalig eersteklasser Birmingham City in het seizoen 2009/2010. Met de Spanjaard zou het nooit echt klikken en hij verloor zijn plaats aan de Chileen Claudio Bravo.
Hart werd door Guardiola naar Italië gestuurd, waar hij de netten van Torino moest schoon zien te houden in het seizoen 2016/2017. Het daaropvolgende seizoen werd hij door Guardiola bij West Ham United gestald, waar de concurrentie met Adrián door foutjes niet min werd. Hart verdedigde negentienmaal het doel van The Hammers in de Premier League. Hij slikte tien tegendoelpunten in zijn eerste drie wedstrijden, maar aanvoerder Mark Noble nam het voor hem op.
Hart werd vier keer uitgeroepen tot 'Doelman van het Jaar' en won de Premier League in 2012 en 2014. Daarnaast won hij de FA Cup in 2011 en de League Cup in 2014 en 2016. Hart verliet Manchester City in augustus 2018 en tekende daarop een contract tot medio 2020 bij Burnley, dat circa €4.500.000,- voor hem betaalde aan The Citizens. Hart verloor echter algauw zijn plaats aan Nick Pope. Sinds 30 juni 2020 had Hart geen club, nadat Burnley zijn aflopende contract niet verlengde. Hierna tekende hij een tweejarig contract bij Tottenham Hotspur met optie voor een derde.
In augustus 2021 tekende Hart een driejarig contract bij Celtic, nadat bekend raakte dat Hart niet voorkwam in de plannen van Tottenham Hotspur.

## Clubstatistieken
| Seizoen         | Club              | Competitie              | Competitie | Competitie | Beker | Beker | Internationaal | Internationaal | Totaal | Totaal |
| Seizoen         | Club              | Competitie              | Wed.       | Dlp.       | Wed.  | Dlp.  | Wed.           | Dlp.           | Wed.   | Dlp.   |
| --------------- | ----------------- | ----------------------- | ---------- | ---------- | ----- | ----- | -------------- | -------------- | ------ | ------ |
| 2002/03         | Shrewsbury Town   | Third Division          | 0          | 0          | 0     | 0     | —              | —              | 0      | 0      |
| 2003/04         | Shrewsbury Town   | National League         | 2          | 0          | 0     | 0     | —              | —              | 2      | 0      |
| 2004/05         | Shrewsbury Town   | League Two              | 6          | 0          | 0     | 0     | —              | —              | 6      | 0      |
| 2005/06         | Shrewsbury Town   | League Two              | 46         | 0          | 4     | 0     | —              | —              | 50     | 0      |
| 2006/07         | → Tranmere Rovers | League One              | 6          | 0          | 0     | 0     | —              | —              | 6      | 0      |
| 2006/07         | → Blackpool       | League One              | 5          | 0          | 0     | 0     | —              | —              | 5      | 0      |
| 2006/07         | Manchester City   | Premier League          | 1          | 0          | 0     | 0     | —              | —              | 1      | 0      |
| 2007/08         | Manchester City   | Premier League          | 26         | 0          | 6     | 0     | —              | —              | 32     | 0      |
| 2008/09         | Manchester City   | Premier League          | 23         | 0          | 1     | 0     | 9              | 0              | 33     | 0      |
| 2009/10         | → Birmingham City | Premier League          | 36         | 0          | 5     | 0     | —              | —              | 41     | 0      |
| 2010/11         | Manchester City   | Premier League          | 38         | 0          | 8     | 0     | 9              | 0              | 55     | 0      |
| 2011/12         | Manchester City   | Premier League          | 38         | 0          | 3     | 0     | 10             | 0              | 51     | 0      |
| 2012/13         | Manchester City   | Premier League          | 38         | 0          | 1     | 0     | 6              | 0              | 45     | 0      |
| 2013/14         | Manchester City   | Premier League          | 31         | 0          | 1     | 0     | 7              | 0              | 39     | 0      |
| 2014/15         | Manchester City   | Premier League          | 36         | 0          | 0     | 0     | 8              | 0              | 44     | 0      |
| 2015/16         | Manchester City   | Premier League          | 35         | 0          | 0     | 0     | 12             | 0              | 47     | 0      |
| 2016/17         | Manchester City   | Premier League          | 0          | 0          | 0     | 0     | 1              | 0              | 1      | 0      |
| 2016/17         | → Torino          | Serie A                 | 36         | 0          | 1     | 0     | —              | —              | 37     | 0      |
| 2017/18         | → West Ham United | Premier League          | 19         | 0          | 4     | 0     | —              | —              | 23     | 0      |
| 2018/19         | Burnley           | Premier League          | 19         | 0          | 0     | 0     | 2              | 0              | 21     | 0      |
| 2019/20         | Burnley           | Premier League          | 0          | 0          | 3     | 0     | —              | —              | 3      | 0      |
| 2020/21         | Tottenham Hotspur | Premier League          | 0          | 0          | 2     | 0     | 8              | 0              | 10     | 0      |
| 2021/22         | Celtic            | Scottish Premier League | 35         | 0          | 8     | 0     | 11             | 0              | 54     | 0      |
| 2022/23         | Celtic            | Scottish Premier League | 37         | 0          | 7     | 0     | 6              | 0              | 50     | 0      |
| 2023/24         | Celtic            | Scottish Premier League | 37         | 0          | 6     | 0     | 6              | 0              | 49     | 0      |
| Carrière totaal | Carrière totaal   | Carrière totaal         | 550        | 0          | 60    | 0     | 85             | 0              | 705    | 0      |

## Interlandcarrière
Hart maakte zijn interlanddebuut op 1 juni 2008 onder bondscoach Fabio Capello in de vriendschappelijke uitwedstrijd tegen Trinidad en Tobago (0–3), net als Dean Ashton, Phil Jagielka en Stephen Warnock. Capello nam hem vervolgens als derde keeper mee naar het wereldkampioenschap voetbal 2010, achter Robert Green en David James. Op het toernooi kwam hij niet in actie. Hart behoorde eerder tot de selectie van Engeland –21 dat op het EK onder 21 in Nederland de halve finale bereikte. Hart kwam daarbij niet in actie.
Hart nam met Engeland als eerste keuze deel aan het EK voetbal 2012 in Polen en Oekraïne, waar de ploeg van bondscoach Roy Hodgson in de kwartfinales na strafschoppen (2–4) werd uitgeschakeld door Italië. Hart was ook Hodgsons eerste doelman bij het volgende Europese kampioenschap; Engeland werd in de achtste finale van het toernooi in 2016 in Frankrijk uitgeschakeld door IJsland (1–2) na doelpunten van Ragnar Sigurðsson en Kolbeinn Sigþórsson.
Bondscoach Gareth Southgate ruimde geen plaats in voor Hart in de Engelse selectie voor het WK voetbal 2018 in Rusland. Hij gaf de voorkeur aan Jordan Pickford (Everton), Nick Pope (Burnley) en Jack Butland (Stoke City).
| Interlands van Joe Hart voor Engeland | Interlands van Joe Hart voor Engeland | Interlands van Joe Hart voor Engeland | Interlands van Joe Hart voor Engeland | Interlands van Joe Hart voor Engeland | Interlands van Joe Hart voor Engeland | Interlands van Joe Hart voor Engeland |
| №                                     | Datum                                 | Wedstrijd                             | Uitslag                               | Soort wedstrijd                       | Doelpunten                            |                                       |
| Als speler bij Manchester City        | Als speler bij Manchester City        | Als speler bij Manchester City        | Als speler bij Manchester City        | Als speler bij Manchester City        | Als speler bij Manchester City        | Als speler bij Manchester City        |
| ------------------------------------- | ------------------------------------- | ------------------------------------- | ------------------------------------- | ------------------------------------- | ------------------------------------- | ------------------------------------- |
| 1.                                    | 1 juni 2008                           | Trinidad en Tobago – Engeland         | 0 – 3                                 | Vriendschappelijk                     |                                       |                                       |
| 2.                                    | 24 mei 2010                           | Engeland – Mexico                     | 3 – 1                                 | Vriendschappelijk                     |                                       |                                       |
| 3.                                    | 30 mei 2010                           | Japan – Engeland                      | 1 – 2                                 | Vriendschappelijk                     |                                       |                                       |
| 4.                                    | 11 augustus 2010                      | Engeland – Hongarije                  | 2 – 1                                 | Vriendschappelijk                     |                                       |                                       |
| 5.                                    | 3 september 2010                      | Engeland – Bulgarije                  | 4 – 0                                 | Kwalificatie EK 2012                  |                                       |                                       |
| 6.                                    | 7 september 2010                      | Zwitserland – Engeland                | 1 – 3                                 | Kwalificatie EK 2012                  |                                       |                                       |
| 7.                                    | 12 oktober 2010                       | Engeland – Montenegro                 | 0 – 0                                 | Kwalificatie EK 2012                  |                                       |                                       |
| 8.                                    | 9 februari 2011                       | Denemarken – Engeland                 | 1 – 2                                 | Vriendschappelijk                     |                                       |                                       |
| 9.                                    | 26 maart 2011                         | Wales – Engeland                      | 0 – 2                                 | Kwalificatie EK 2012                  |                                       |                                       |
| 10.                                   | 29 maart 2011                         | Engeland – Ghana                      | 1 – 1                                 | Vriendschappelijk                     |                                       |                                       |
| 11.                                   | 4 juni 2011                           | Engeland – Zwitserland                | 2 – 2                                 | Kwalificatie EK 2012                  |                                       |                                       |
| 12.                                   | 2 september 2011                      | Bulgarije – Engeland                  | 0 – 3                                 | Kwalificatie EK 2012                  |                                       |                                       |
| 13.                                   | 6 september 2011                      | Engeland – Wales                      | 1 – 0                                 | Kwalificatie EK 2012                  |                                       |                                       |
| 14.                                   | 7 oktober 2011                        | Montenegro – Engeland                 | 2 – 2                                 | Kwalificatie EK 2012                  |                                       |                                       |
| 15.                                   | 12 november 2011                      | Engeland – Spanje                     | 1 – 0                                 | Vriendschappelijk                     |                                       |                                       |
| 16.                                   | 15 november 2011                      | Engeland – Zweden                     | 1 – 0                                 | Vriendschappelijk                     |                                       |                                       |
| 17.                                   | 29 februari 2012                      | Engeland – Nederland                  | 2 – 3                                 | Vriendschappelijk                     |                                       |                                       |
| 18.                                   | 2 juni 2012                           | Engeland – België                     | 1 – 0                                 | Vriendschappelijk                     |                                       |                                       |
| 19.                                   | 11 juni 2012                          | Engeland – Frankrijk                  | 1 – 1                                 | EK 2012                               |                                       |                                       |
| 20.                                   | 15 juni 2012                          | Engeland – Zweden                     | 3 – 2                                 | EK 2012                               |                                       |                                       |
| 21.                                   | 19 juni 2012                          | Oekraïne – Engeland                   | 0 – 1                                 | EK 2012                               |                                       |                                       |
| 22.                                   | 24 juni 2012                          | Engeland – Italië                     | 0 – 0                                 | EK 2012                               |                                       |                                       |
| 23.                                   | 7 september 2012                      | Moldavië – Engeland                   | 0 – 5                                 | Kwalificatie WK 2014                  |                                       |                                       |
| 24.                                   | 11 september 2012                     | Engeland – Oekraïne                   | 1 – 1                                 | Kwalificatie WK 2014                  |                                       |                                       |
| 25.                                   | 12 oktober 2012                       | Engeland – San Marino                 | 5 – 0                                 | Kwalificatie WK 2014                  |                                       |                                       |
| 26.                                   | 17 oktober 2012                       | Polen – Engeland                      | 1 – 1                                 | Kwalificatie WK 2014                  |                                       |                                       |
| 27.                                   | 14 november 2012                      | Zweden – Engeland                     | 4 – 2                                 | Vriendschappelijk                     |                                       |                                       |
| 28.                                   | 6 februari 2013                       | Engeland – Brazilië                   | 2 – 1                                 | Vriendschappelijk                     |                                       |                                       |
| 29.                                   | 22 maart 2013                         | San Marino – Engeland                 | 0 – 8                                 | Kwalificatie WK 2014                  |                                       |                                       |
| 30.                                   | 26 maart 2013                         | Montenegro – Engeland                 | 1 – 1                                 | Kwalificatie WK 2014                  |                                       |                                       |
| 31.                                   | 29 mei 2013                           | Engeland – Ierland                    | 1 – 1                                 | Vriendschappelijk                     |                                       |                                       |
| 32.                                   | 2 juni 2013                           | Brazilië – Engeland                   | 2 – 2                                 | Vriendschappelijk                     |                                       |                                       |
| 33.                                   | 14 augustus 2013                      | Engeland – Schotland                  | 3 – 2                                 | Vriendschappelijk                     |                                       |                                       |
| 34.                                   | 6 september 2013                      | Engeland – Moldavië                   | 4 – 0                                 | Kwalificatie WK 2014                  |                                       |                                       |
| 35.                                   | 10 september 2013                     | Oekraïne – Engeland                   | 0 – 0                                 | Kwalificatie WK 2014                  |                                       |                                       |
| 36.                                   | 11 oktober 2013                       | Engeland – Montenegro                 | 4 – 1                                 | Kwalificatie WK 2014                  |                                       |                                       |
| 37.                                   | 15 oktober 2013                       | Engeland – Polen                      | 2 – 0                                 | Kwalificatie WK 2014                  |                                       |                                       |
| 38.                                   | 19 november 2013                      | Engeland – Duitsland                  | 0 – 1                                 | Vriendschappelijk                     |                                       |                                       |
| 39.                                   | 5 maart 2014                          | Engeland – Denemarken                 | 1 – 0                                 | Vriendschappelijk                     |                                       |                                       |
| 40.                                   | 30 mei 2014                           | Engeland – Peru                       | 3 – 0                                 | Vriendschappelijk                     |                                       |                                       |
| 41.                                   | 7 juni 2014                           | Engeland – Honduras                   | 0 – 0                                 | Vriendschappelijk                     |                                       |                                       |
| 42.                                   | 14 juni 2014                          | Engeland – Italië                     | 1 – 2                                 | WK 2014                               |                                       |                                       |
| 43.                                   | 19 juni 2014                          | Uruguay – Engeland                    | 2 – 1                                 | WK 2014                               |                                       |                                       |
| 44.                                   | 3 september 2014                      | Engeland – Noorwegen                  | 1 – 0                                 | Vriendschappelijk                     |                                       |                                       |
| 45.                                   | 8 september 2014                      | Zwitserland – Engeland                | 0 – 2                                 | Kwalificatie EK 2016                  |                                       |                                       |
| 46.                                   | 9 oktober 2014                        | Engeland – San Marino                 | 5 – 0                                 | Kwalificatie EK 2016                  |                                       |                                       |
| 47.                                   | 12 oktober 2014                       | Estland – Engeland                    | 0 – 1                                 | Kwalificatie EK 2016                  |                                       |                                       |
| 48.                                   | 15 november 2014                      | Engeland – Slovenië                   | 3 – 1                                 | Kwalificatie EK 2016                  |                                       |                                       |
| 49.                                   | 27 maart 2015                         | Engeland – Litouwen                   | 4 – 0                                 | Kwalificatie EK 2016                  |                                       |                                       |
| 50.                                   | 31 maart 2015                         | Engeland – Italië                     | 1 – 1                                 | Vriendschappelijk                     |                                       |                                       |
| 51.                                   | 7 juni 2015                           | Ierland – Engeland                    | 0 – 0                                 | Vriendschappelijk                     |                                       |                                       |
| 52.                                   | 14 juni 2015                          | Slovenië – Engeland                   | 2 – 3                                 | Kwalificatie EK 2016                  |                                       |                                       |
| 53.                                   | 5 september 2015                      | San Marino – Engeland                 | 0 – 6                                 | Kwalificatie EK 2016                  |                                       |                                       |
| 54.                                   | 8 september 2015                      | Engeland – Zwitserland                | 2 – 0                                 | Kwalificatie EK 2016                  |                                       |                                       |
| 55.                                   | 9 oktober 2015                        | Engeland – Estland                    | 2 – 0                                 | Kwalificatie EK 2016                  |                                       |                                       |
| 56.                                   | 13 november 2015                      | Spanje – Engeland                     | 2 – 0                                 | Vriendschappelijk                     |                                       |                                       |
| 57.                                   | 17 november 2015                      | Engeland – Frankrijk                  | 2 – 0                                 | Vriendschappelijk                     |                                       |                                       |
| 58.                                   | 22 mei 2016                           | Engeland – Turkije                    | 2 – 1                                 | Vriendschappelijk                     |                                       |                                       |
| 59.                                   | 2 juni 2016                           | Engeland – Portugal                   | 1 – 0                                 | Vriendschappelijk                     |                                       |                                       |
| 60.                                   | 11 juni 2016                          | Engeland – Rusland                    | 1 – 1                                 | EK 2016                               |                                       |                                       |
| 61.                                   | 16 juni 2016                          | Engeland – Wales                      | 2 – 1                                 | EK 2016                               |                                       |                                       |
| 62.                                   | 20 juni 2016                          | Slowakije – Engeland                  | 0 – 0                                 | EK 2016                               |                                       |                                       |
| 63.                                   | 27 juni 2016                          | Engeland – IJsland                    | 1 – 2                                 | EK 2016                               |                                       |                                       |

## Erelijst
| Competitie              | Aantal          | Jaren                     |
| Manchester City         | Manchester City | Manchester City           |
| ----------------------- | --------------- | ------------------------- |
| Premier League          | 2x              | 2011/12, 2013/14          |
| FA Cup                  | 1x              | 2010/11                   |
| Football League Cup     | 2x              | 2013/14, 2015/16          |
| Celtic                  |                 |                           |
| Scottish Premier League | 3x              | 2021/22, 2022/23, 2023/24 |
| Scottish Cup            | 2x              | 2022/23, 2023/24          |
| Scottish League Cup     | 2x              | 2021/22, 2022/23          |